# Meteoriopsis widgreniana
Meteoriopsis widgreniana là một loài Rêu trong họ Meteoriaceae. Loài này được (Ångström ex Müll. Hal.) Broth. miêu tả khoa học đầu tiên năm 1906.